# Pasar I Singkuang
Pasar I Singkuang (ook Pasar Singkuang  Satu) is een bestuurslaag op het 4de niveau (kelurahan/desa) en ligt in het onderdistrict (kecamatan) Muara Batang Gadis in het regentschap Mandailing Natal  van de provincie Noord-Sumatra, Indonesië. Pasar I Singkuang telt, bij de volkstelling van 2010, 1.199 inwoners.
De hoofdplaats van Muara Batang Gadis, Singkuang, is verdeeld in een noordelijk deel Pasar I Singkuang en zuidelijk deel Pasar II Singkuang. De grens is de rivier de Batang Singkuang. (Oude spelling Batang Singkoeang). 